# Diccionario Etimológico Romance
El Diccionario Etimológico Romance (DÉRom) es un proyecto llevado a cabo por un equipo de lingüistas romanistas que propone reconstruir la etimología de la base común del léxico hereditario romance.
Este proyecto está dirigido por Eva Buchi y Wolfgang Schweickard.
El objetivo principal de este diccionario es la reconstrucción del Protorromance.

## Historia de los diccionarios etimológicos de las lenguas románicas

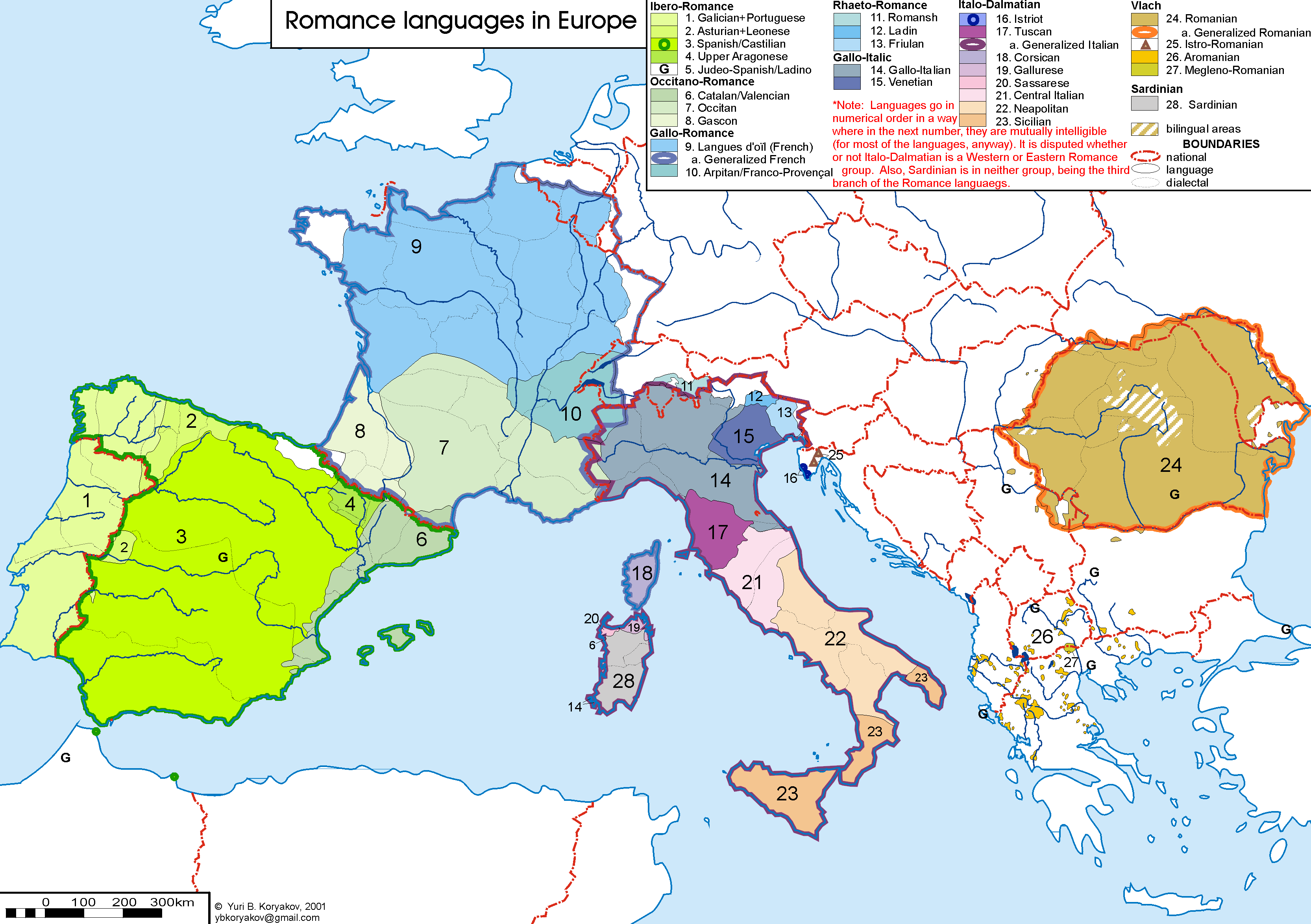
Mapa de las lenguas románicas con su distribución actual en Europa.

Los únicos diccionarios panrománicos hasta la llegada del proyecto del DÉRom son el Romanisches etymologisches Wörterbuch (REW) de Wilhelm Meyer-Lübke y Etymologisches Wörterbuch der Romanischen Sprachen de Friedrich Diez. Sin embargo, existen otras obras de carácter etimológico de gran importancia aunque no incluyen a toda la Romania: el diccionario etimológico del francés de Walther von Wartburg, del italiano de Max Pfister y los diccionarios del español y catalán de Joan Coromines.

### REW
Respecto al REW y al diccionario de Diez, su metodología se basó en la fonética histórica, aunque más tarde se desarrollaron otras disciplinas que pudieron modificar la investigación. Este tipo de investigación se orienta hacia una perspectiva monolingüe, lo que hace su estudio más limitado. Por ello, han surgido otros planteamientos para llevar a cabo una perspectiva en el estudio de la etimología romance que abarque más lenguas de estudio, ya que no solo se puede limitar el estudio a una parte de la lengua, sino a cómo ha sido su evolución y las relaciones exteriores  que ha mantenido para poder dar cabida no solo a la fonética sino también al significado de las palabras (de esa forma que se necesite el estudio de otras lenguas).

### Friedrich Diez
En su diccionario etimológico románico, Diez dedica una parte al estudio de las relaciones entre las lenguas románicas y las lenguas prerromanas, lo cual le hace manifestar que su aportación al léxico romance es inferior al 10% del total. Además, añade que casi todas las palabras gramaticales y los conceptos más importantes proceden del latín.
Diez tiene en cuenta los dialectos en su estudio:

Los dialectos populares ofrecen a la investigación un material inapreciable e inacabable, que da sorprendentes aclaraciones a las relaciones de letras (es decir de sonidos) y al desarrollo de los conceptos

Sin embargo, estos han sido poco estudiados y por tanto, no pueden ser utilizados, aunque en ocasiones, Diez les dedica alguna voz.
En sus últimos años de vida, Diez creó un apéndice a su Gramática con el nombre de Romanische Wortschöpfung (La creación léxica románica) en el que propone reordenar el vocabulario básico de las lenguas románicas según clases conceptuales: el hombre, la familia, la edad, etc. El objetivo de Diez era observar a dónde llega la herencia latina y afirmar la creatividad del románico. 
Este estudio no aporta mucho a la investigación etimológica, ya que simplemente se agrupa el vocabulario y no se detiene a estudiarlo.

### FEW
Después del REW, apareció la obra de Walther von Wartburg el Französisches Etymologisches Wörterbuch (FEW) a partir de 1920, la cual pretendió dar a conocer únicamente las relaciones léxicas dejando a un lado las relaciones fonéticas. Este modelo es continuado por Max Pfister en su obra Lessico etimologico italiano (LEI)  a partir de 1968.
Escrito por el filólogo suizo Walther von Wartburg a partir de 1922, tiene el objetivo de determinar el origen, la historia y las transformaciones de todas las palabras del léxico francés, incluyendo  dialectos galorromances antiguos y modernos como el valón, el occitano y francoprovenzal. 
Desde 1952, el Fondo Nacional Suizo para la Investigación Científica apoyó este ambicioso proyecto, en colaboración con el Centro Nacional de Investigación Científica (CNRS) francés después de 1993. El FEW se completó en 2002: incluye 25 volúmenes, 160 folletos, más de 17.000 páginas.
La obra hoy en día cuenta con 25 volúmenes que abarcan la totalidad del alfabeto, incluyendo tanto los materiales estudiados como los de origen incierto. La aspiración de Wartburg era proponer una clasificación del vocabulario total del galorromance basada en criterios conceptuales. Sin embargo, finalmente la organización que se lleva a cabo es el étimo, bajo el cual están todos los materiales léxicos que derivan de él, tanto de la lengua estándar como de los dialectos.

### LEI
El Lessico etimologico italiano (LEI) es un diccionario etimológico de la lengua italiana y de sus dialectos, editado en 1979 por Akademie der Wissenschaften und der Literatur en Maguncia. La comisión se propone la tarea de ordenar el léxico italorromance en un contexto romance total. Cada palabra es estudiada partiendo de su raíz lingüística e histórica, teniendo en cuenta el contexto lingüístico geográfico y sociocultural de su evolución. Además del italiano literario, se tienen en cuenta también en el léxico dialectal.
El proyecto del LEI originariamente se inició en 1968 confiándose a Max Pfister y Wolfgang Schweickard, bajo dirección operan numerosos colaboradores. Por su trabajo, aparte de varios doctores honoris causa de la universidad de Bari, Lecce, Turín, Roma y Palermo, Pfister en 2006 ha obtenido además el «Diploma di Prima Classe con Medaglia d'Oro ai Benemeriti della Cultura e dell'Arte» del Presidente de la República Carlo Azeglio Ciampi.
Desde 1979 el LEI ha sido publicado por la editorial Dr. Ludwig Reichert Verlag (Wiesbaden). Hasta ahora han sido publicados 12 volúmenes completos y varios fascículos, llegando a cubrir la A (volúmenes I-III), la B (vol. IV-VIII) y parte de la letra C (vol. XII); han sido publicados 5 fascículos de la letra D y 7 fascículos de los germanismos. En total se prevén cerca de 30 volúmenes para completar en 2032.

### Joan Coromines
Respecto a la obra de Joan Coromines, su primera obra DCEC y el DCECH y DECLC, no solo abarcan el español y catalán, sino que tienen una visión panrománica.
La primera edición de su diccionario etimológico se titula Diccionario crítico etimológico de la lengua castellana (DCELC), pero la segunda edición ya presenta el título Diccionario crítico etimológico castellano e hispánico (DCECH), en esta edición aparece el nombre de José Antonio Pascual como coautor.
A este diccionario centrado en el español, hay que añadir su obra dedicada al catalán Diccionari etimologic i complementari de la llengua catalana (DECat).
Su obra se puede considerar como una monografía, su redacción parece subordinada a la demostración etimológica, por ello que no se centre solo en aspectos fonéticos.

## Diccionario Etimológico Romance

### Objetivos principales
Después del REW, aparece la idea de este nuevo proyecto que se diferencia en el planteamiento de su estudio, el DÉRom lleva a cabo el estudio del origen del léxico románico, mientras que el REW solo estudia la evolución del léxico latino clásico. El objetivo de este proyecto es la reconstrucción de las formas y del significado del protorromance, es decir, del léxico común que tienen todas las lenguas romances.  Para ello, no solo se estudian las variedades estandarizadas sino que se amplía el campo de estudio a las variedades no estandarizadas y minoritarias y los dialectos.
Además, hay que añadir una clara intención en este nuevo proyecto ya que no será en alemán como el REW o el FEW sino en francés, lo cual acerca a los propios hablantes la materia estudiada.
Le Dictionnaire Étymologique Roman (DÉRom) : en guise de faire-part de naissance

### Historia del Diccionario Etimológico Romance
El DÉRom nació de un diseño muy vasto, es más que un diccionario ya que pretende ser un movimiento. El proyecto aparece de hecho como el vector de un cambio de paradigma en la etimología romance, donde el método tradicional, fundado, en definitiva, de los vestigios del latín escrito, ha pasado a ser remplazado por aquel de la gramática histórico-comparativa.  
La primera fase del DÉRom (2008-2010) ha sido financiada por ANR (Agence nationale de la recherche)  y DFG (Deutsche Forschungsgemeinschaft), en el marco de su Programa franco-alemán en Ciencias Humanas y Sociales.

### Equipo
El trabajo etimológico y lexicográfico realizado en el seno del DÉRom lo lleva a cabo un equipo de redactores, secundado por un equipo de revisores constituido por especialistas de los diferentes dominios de la Romania.

#### Redacción
El equipo de redacción reúne a Julia Alletsgruber (ATILF, Nancy), Xosé Afonso Álvarez Pérez (Universidad de Lisboa), Marta Andronache (ATILF, Nancy), Esther Baiwir (FNRS, Universidad de Lieja), Luca Bellone (Universidad de Turin), Alina Bursuc (Universidad Alexandru Ioan Cuza de Iaşi), Francesco Crifò (Universidad de la Sarre), Jérémie Delorme ( FNRS, Universidad de Lieja), Xavier Gouvert (ATILF, Nancy), Yan Greub (FNRS), Maria Iliescu (Universidad de Innsbruck), Christoph Groß (Universidad de la Sarre), Laure Grüner (Universidad de Neuchâtel y Universidad de Lorraine), Maria Hegner (Universidad de la Sarre, Sarrebruck), Ulrike Heidemeier (Universidad de Lorraine y Universidad de la Sarre), Vladislav Knoll (investigador independiente, Praga), Johannes Kramer
(Universidad de Tréveris), Stella Medori (Universidad de Córcega), Sergio Lubello (Universidad de Salerno), Jérôme Lagarre (estudiante de la Universidad de París-Sorbona), Cyril Liabœuf (estudiante de la Universidad de París-Sorbona), Marco Maggiore (Universidad de Roma La Sapienza), Laura Manea (Instituto de Filología Rumana A. Philippide, Iaşi),  Jan Reinhardt (Universidad
Técnica de Dresde), Bianca Mertens (estudiante en la Universidad de Maine), Piera Molinelli (Universidad de Bergamo), Antonio Montinaro (Universidad de Salento, Lecce), Mihaela-Mariana Morcov (ATILF, Nancy), Florin-Teodor Olariu (Instituto de Filología Rumana A. Philippide, Iaşi), Pascale Renders (FNRS, Universidad de Lieja), Julia Richter (Universidad de Duisburg y Essen), Michela Russo (Universidad de París 8), María Dolores Sánchez Palomino (Universidad de la Coruña), Uwe Schmidt (Universidad de la Sarre), Agata Šega (Universidad de Liubliana), Matthieu Segui (estudiante de la Universidad de París-Sorbona), Francesco Sestito (Universidad de Roma La Sapienza), Carlos Soreto (estudiante de la Universidad Aberta) y Harald Völker (Universidad de Zúrich).

#### Revisión
En cuanto al equipo de revisión, se compone de Jean-Pierre Chambon (Universidad de París-Sorbona) y Günter Holtus (Universidad de Gotinga) para la reconstrucción y la síntesis romance.
- Romania del Sureste:

Petar Atanasov (Universidad de Skopje), Victor Celac (Academia rumana, Bucarest), Wolfgang Dahmen(Universidad de Jena),  Cristina Florescu(Instituto de Filología Románica «A.Philippide», Iaşi), August Kovačec (Universidad de Zagreb y miembro de la Academia Croata de las Ciencias y de las Artes), Eugen Munteanu (Universidad de Iaşi), Elton Prifti (Universidad de la Sarre) y Nikola Vuletić (Universidad de Zadar).
- Italorromania:

Giorgio Cadorini (Universidad de Silesia de Opava), Rosario Coluccia (Universidad de Lecce),  Anna Cornagliotti (Universidad de Turin), Giorgio Marrapodi (Academia de las ciencias y de la literatura de Maguncia), Max Pfister (Universidad de la Sarre), Simone Pisano (Universidad de Sassari) y Paul Videsott (Universidad libre de Bolzano).
- Galorromania:

Jean-Paul Chaveau (ATILF) 
- Iberorromania:

Maria Reina Bastardas i Rufat (Universidad de Barcelona), Myriam Benarroch (Universidad de París-
Sorbona), Ana Isabel Boullón Agrelo (Universidad de Santiago de Compostela),
Ana María Cano González (Universidad de Oviedo), Anne-Marie Chabrolle-Cerretini (Universidad Nancy 2), Fernando Sánchez Miret (Universidad
de Salamanca) y André Thibault (Universidad de París-Sorbona).

La parte informática está a cargo de Gilles Souvay (ATILF), mientras que la documentación recae en Pascale Baudinor (ATILF) y de Simone Traber (Universidad de la Sarre).

### Publicaciones
Publicaciones en el DÉRom
- Zona iberorromance

Bastardas i Rufat, Maria Reina : « El català i la lexicografia etimològica panromànica ». In : Casanova, Emili & Calvo Rigual, Cesáreo (éd.) : Actes del 26é Congrés internacional de lingüística i filologia romàniques (València 2010), Berlin/New York, De Gruyter.
Bastardas i Rufat, Maria Reina & Buchi, Éva (2012) : « Aportacions del DÉRom a l’etimologia catalana ». In : Bürki, Yvette, Cimeli, Manuela & Sánchez, Rosa (éd.) : Lengua, Llengua, Llingua, Lingua, Langue. Encuentros filológicos (ibero)románicos. Estudios en homenaje a la profesora Beatrice Schmid, Munich, Peniope, 19-32.
Benarroch, Myriam : « L’apport du DÉRom à l’étymologie portugaise ». In : Casanova, Emili & Calvo Rigual, Cesáreo (éd.) : Actes del 26é Congrés internacional de lingüística i filologia romàniques (València 2010), Berlin/New York, De Gruyter.
- Zona galorromance

Bastardas i Rufat, Maria Reina (2011) : « École d’été franco-allemande en étymologie romane (Nancy, 26-30 de juliol de 2010)». Estudis Romànics 33, 549-550.
Buchi, Éva, Chauveau, Jean-Paul, Gouvert, Xavier & Greub, Yan (2010) : «Quand la linguistique française ne saurait que se faire romane : du neuf dans le traitement étymologique du lexique héréditaire». In : Neveu, Franck et al. (éd.), Congrès Mondial de Linguistique Française – CMLF 2010, Paris, Institut de Linguistique Française, publication électronique (http://dx.doi.org/10.1051/cmlf/2010025), 111-123.
Buchi, Éva, González Martín, Carmen, Mertens, Bianca & Schlienger, Claire : « L’étymologie de FAIM et de FAMINE revue dans le cadre du DÉRom ». Le français moderne.
- Zona italorromance

Buchi, Éva & Reinhardt, Jan (2012) : «De la fécondation croisée entre le LEI et le DÉRom». In : Lubello, Sergio & Schweickard, Wolfgang (éd.) : Le nuove frontiere del LEI. Miscellanea di studi in onore di Max Pfister in occasione del suo 80o compleanno, Wiesbaden, Reichert, 201-204.
- Zona balcorrumana

Andronache, Marta : « La Romania du Sud-Est dans le DÉRom ». In : Chabrolle-Cerretini, Anne-Marie (éd.) : Actes du colloque "Romania : réalité(s) et concepts", Nancy, 6-7 octobre 2011, Limoges, Lambert et Lucas.
Celac, Victor & Buchi, Éva (2011) : «Étymologie-origine et étymologie-histoire dans le DÉRom (Dictionnaire Étymologique Roman). Coup de projecteur sur quelques trouvailles du domaine roumain». In : Overbeck, Anja, Schweickard, Wolfgang & Völker, Harald (éd.) : Lexikon, Varietät, Philologie. Romanistische Studien Günter Holtus zum 65. Geburtstag, Berlin/Boston, De Gruyter, 363-370.
Chambon, Jean-Pierre (2011) : « Note sur la diachronie du vocalisme accentué en istriote/istroroman et sur la place de ce groupe de parlers au sein de la branche romane », Bulletin de la Société de Linguistique de Paris 106/1, 293-303.
Florescu, Cristina (2009) : «Limba română în Dictionnaire Étymologique Roman DÉRom (< Romanisches Etymologisches Wörterbuch REW)». In : Botoşineanu, Luminiţa et al. (éd.) : Distorsionări în comunicarea lingvistică, literară şi etnofolclorică românească şi contextul european, Iaşi, ALFA/Asociaţia Culturală "A. Philippide", 153-159.
Florescu, Cristina (2012) : «The Academic Dictionary of the Romanian Language ('Dicţionarul academic al Limbii Române' – DLR). Lexicological Relevance and Romanic Context». Philologica Jassyensia 8, 19-26.
Florescu, Cristina : « Dicţionarul academic al Limbii Române (DLR). Relevanţă lexicologică şi context romanic ». In : Botoşineanu, Luminiţa et al. (éd.) : Cultura şi identitate romaneasca. Tendinţe actuale şi reflectarea lor in diaspora, Iaşi, Editura Alfa.
- Artículos generales

Alletsgruber, Julia : « À la recherche d’une étymologie panromane : lexique héréditaire roman et influence du superstrat germanique dans le DÉRom (Dictionnaire Étymologique Roman) : le cas de */'βad-u/ ~ */'uad-u/ “gué” ». In : Chabrolle-Cerretini, Anne-Marie (éd.) : Actes du colloque "Romania : réalité(s) et concepts", Nancy, 6-7 octobre 2011, Limoges, Lambert et Lucas.
Andronache, Marta (2010) : «Le Dictionnaire Étymologique Roman (DÉRom) : une nouvelle approche de l’étymologie romane». Dacoromania 15, 129-144.
Andronache, Marta : « Le statut des langues romanes standardisées contemporaines dans le DÉRom ». In : Casanova, Emili & Calvo Rigual, Cesáreo (éd.) : Actes del 26é Congrés Internacional de Lingüística i Filologia Romàniques (València 2010), Berlin/New York, De Gruyter.
Bastardas i Rufat, Maria Reina, Buchi, Éva & Cano González, Ana María : « La etimología (pan-)románica hoy : noticias del Dictionnaire Étymologique Roman (DÉRom) ». Revista de Filología Románica.
Benarroch, Myriam: « L’étymologie du lexique héréditaire : en quoi l'étymologie panromane est-elle plus puissante que l'étymologie idioromane ? L’exemple du DÉRom (Dictionnaire Étymologique Roman) ». In : Chabrolle-Cerretini, Anne-Marie (éd.) : Actes du colloque "Romania : réalité(s) et concepts", Nancy, 6-7 octobre 2011, Limoges, Lambert et Lucas.
Benarroch, Myriam : « Latin oral et latin écrit en étymologie romane : l’exemple du DÉRom (Dictionnaire Étymologique Roman) ». In : Araújo Carreira, Maria Helena (éd.) : Actes du colloque « Les rapports entre l'écrit et l'oral dans les langues romanes » (Université Paris 8 Vincennes-Saint-Denis, 9/10 décembre 2011).
Buchi, Éva (2010a) : « Pourquoi la linguistique romane n’est pas soluble en linguistiques idioromanes. Le témoignage du Dictionnaire Étymologique Roman (DÉRom)». In : Alén Garabato, Carmen et al. (éd.) : Quelle linguistique romane au XXIe siècle ?, Paris, L’Harmattan, 43-60 (télécharger le texte).
Buchi, Éva (2010b) : « Where Caesar’s Latin does not belong : a comparative grammar based approach to Romance etymology ». In : Brewer, Charlotte (éd.), Selected Proceedings of the Fifth International Conference on Historical Lexicography and Lexicology held at St Anne’s College, Oxford, 16-18 June 2010, Oxford, Oxford University Research Archive (http://ora.ox.ac.uk/objects/uuid%3A237856e6-a327-448b-898c-cb1860766e59).
Buchi, Éva (2012) : «Des bienfaits de l’application de la méthode comparative à la matière romane : l’exemple de la reconstruction sémantique». In : Vykypěl, Bohumil & Boček, Vít (éd.) : Methods of Etymological Practice, Prague, Nakladatelství Lidové noviny, 105-117 .
Buchi, Éva : « Cent ans après Meyer-Lübke : le Dictionnaire Étymologique Roman (DÉRom) en tant que tentative d’arrimage de l’étymologie romane à la linguistique générale ». In : Casanova, Emili & Calvo Rigual, Cesáreo (éd.) : Actes del 26é Congrés Internacional de Lingüística i Filologia Romàniques (València 2010), Berlin/New York, De Gruyter.
Buchi, Éva & Schweickard, Wolfgang (2008) : «Le Dictionnaire Étymologique Roman (DÉRom) : en guise de faire-part de naissance». Lexicographica. International Annual for Lexicography 24, 351-357.
Buchi, Éva & Schweickard, Wolfgang (2009) : «Romanistique et étymologie du fonds lexical héréditaire : du REW au DÉRom (Dictionnaire Étymologique Roman) ». In : Alén Garabato, Carmen et al. (éd.) : La Romanistique dans tous ses états, Paris, L'Harmattan, 97-110 .
Buchi, Éva & Schweickard, Wolfgang (2010) : «À la recherche du protoroman : objectifs et méthodes du futur Dictionnaire Étymologique Roman (DÉRom)». In : Iliescu, Maria, Siller-Runggaldier, Heidi & Danler, Paul (éd.) : Actes du XXVe Congrès International de Linguistique et de Philologie Romanes (Innsbruck 2007), Berlin/New York, De Gruyter, vol. 6, 61-68 (télécharger le texte).
Buchi, Éva & Schweickard, Wolfgang (2011a) : «Sept malentendus dans la perception du DÉRom par Alberto Vàrvaro». Revue de linguistique romane 75, 305-312.
Buchi, Éva & Schweickard, Wolfgang (2011b) : «Ce qui oppose vraiment deux conceptions de l’étymologie romane. Réponse à Alberto Vàrvaro et contribution à un débat méthodologique en cours». Revue de linguistique romane 75, 628-635.
-Buchi, Éva & Schweickard, Wolfgang (2011c) : «Dictionnaire Étymologique Roman (DÉRom) : Internationale Sommerschule in Nancy». Lexicographica. International Annual for lexicography 27, 329.
Buchi, Éva & Schweickard, Wolfgang : « Per un’etimologia romanza saldamente ancorata alla linguistica variazionale : riflessioni fondate sull’esperienza del DÉRom (Dictionnaire Étymologique Roman) ». In : Boutier, Marie-Guy, Hadermann, Pascale & Van Acker, Marieke (éd.), Variation et changement en langue et en discours, Helsinki, Société Néophilologique.
Buchi, Éva & Spiridonov, Dmitri V. (2012) : «Novyj leksikografičeskij proekt v romanskoj ètimologii : Dictionnaire Étymologique Roman (DÉRom)». In : Ètnolingvistika. Onomastika. Ètimologija. Materialy II Meždunarodnoj naučnoj konferencii, Ekaterinburg, 8-10 sentjabrja 2012 g., Ekaterinbourg, Izdatel’stvo Ural’skogo universiteta, 1, 160-162.
Chambon, Jean-Pierre : « Intervention à la table ronde ‘100 anys d'etimologia romànica : el REW de Meyer-Lübke : 1911-2010’ ». In : Casanova, Emili & Calvo Rigual, Cesáreo (éd.) : Actes del 26é Congrés Internacional de Lingüística i Filologia Romàniques (València 2010), Berlin/New York, De Gruyter.
Chambon, Jean-Pierre : « Réflexions sur la reconstruction comparative en étymologie romane : entre Meillet et Herman ». In : Gleßgen, Martin-D. & Schweickard, Wolfgang (éd.) : Étymologie romane. Objets, méthodes et perspectives. Strasbourg : Société de linguistique romane.
Delorme, Jérémie (2011) : «Généalogie d’un article étymologique : le cas de l’étymon protoroman */βi'n-aki-a/ dans le Dictionnaire Étymologique Roman (DÉRom)», Bulletin de la Société de linguistique de Paris 106/1, 305-341.
Heidemeier, Ulrike (2011) : «Vom REW zum DÉRom : Theorie und Praxis der gesamtromanischen etymologischen Wörterbucharbeit», Romanistik in Geschichte und Gegenwart 17, 167-194.
Kramer, Johannes (2011) : « Latein, Proto-Romanisch und das DÉRom ». Romanistik in Geschichte und Gegenwart 17, 195-206.
Schweickard, Wolfgang (2010) : «Die Arbeitsgrundlagen der romanischen etymologischen Forschung  : vom REW zum DÉRom». Romanistik in Geschichte und Gegenwart 16, 3-13.
Schweickard, Wolfgang (2012) : « Le Dictionnaire Étymologique Roman (DÉRom) entre tradition et innovation ». In : Trotter, David (éd.) : Present and future research in Anglo-Norman : Proceedings of the Aberystwyth Colloquium, 21-22 July 2011, Aberystwyth, The Anglo-Norman Online Hub, 173-178.